# 两论
“两论”是毛泽东的两部作品《矛盾论》与《实践论》的合称，它们均创作于1937年，是毛泽东结合中国社会实践对马克思主义哲学的辩证法与认识论的理论论述。《实践论》与《矛盾论》于1950年12月29日与1952年4月1日分别于《人民日报》公开发表。“两论”还可能是《关于无产阶级专政的历史经验》和《再论无产阶级专政的历史经验》二文的合称。

## 影响

### “两论”起家
1964年12月，周恩来总理在第三届全国人民代表大会第一次会议上所作的《政府工作报告》中指出：大庆油田的建设，“是学习运用毛泽东思想的典范。用他们自己的话说，是‘两论起家’，就是通过大学《实践论》和《矛盾论》，用辩证唯物主义的观点，去分析、研究、解决建设工作中的一系列问题”。随着中国开展“工业学大庆”运动，对“两论”的应用地权威诠释：
把别人的经验都学到手，但又不迷信别人的经验，不迷信书本，我们要勇于实践，发扬敢想、敢说、敢干的风格，闯出自己的经验。同时，我们在实践中要不迷失方向，就要掌握……的理论武器，把实践经验上升到理论……使我们的实践具有更大的自觉性。

## 评价

### 国外评价
国外学者对“两论”的质疑，围绕着下述问题：
- “两论”是毛泽东写的吗？
- 如果“两论”是毛泽东写的，有多少是毛泽东自己的东西？
- 新中国建国以后发表的“两论”与1937年版本一致吗？

可以看出这些质疑，并不是对“两论”内容的质疑，而是对毛泽东人格的质疑。